# 長崎県立佐世保高等女学校

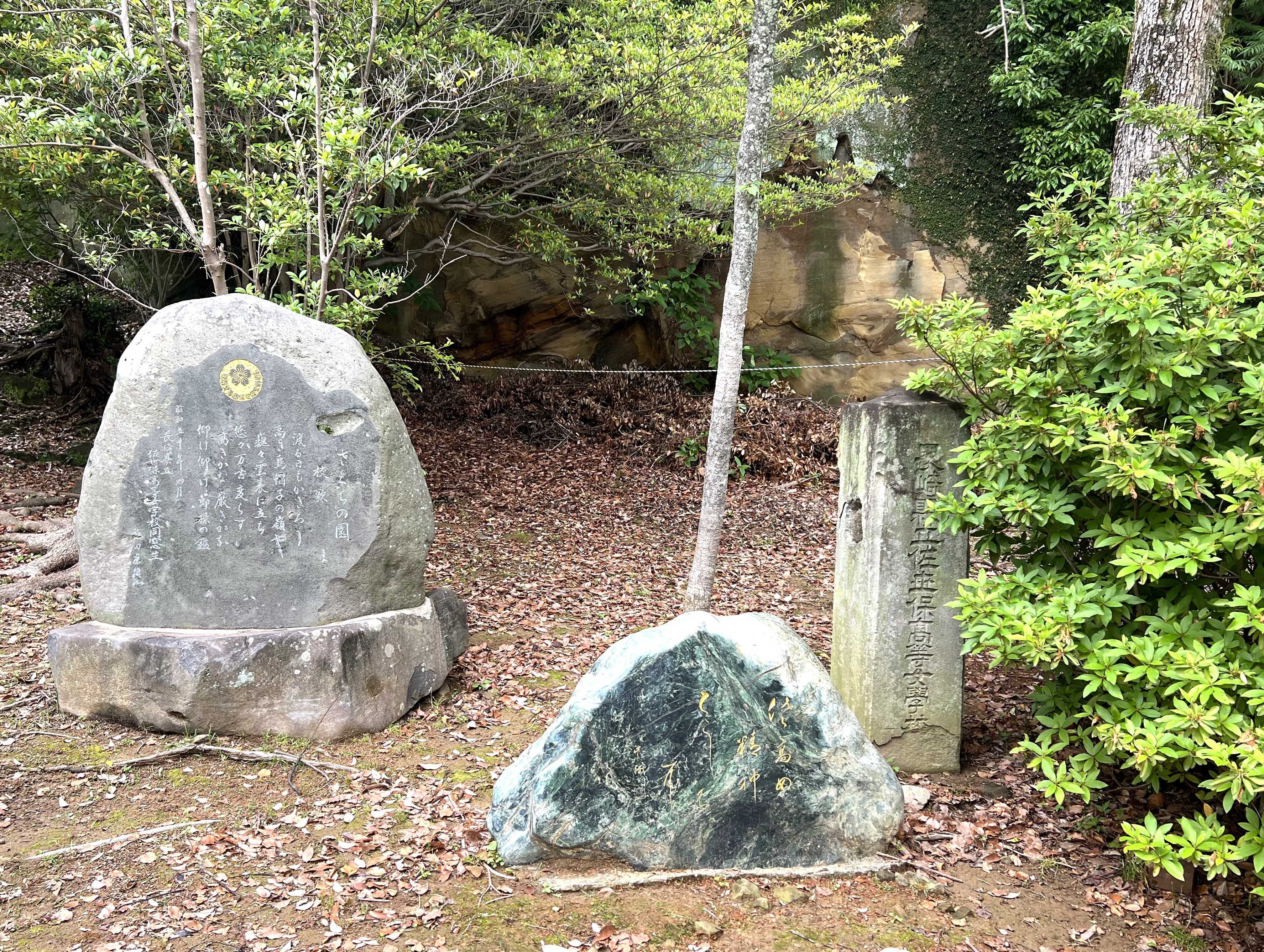
佐世保中央公園に建立された記念碑

長崎県立佐世保高等女学校（ながさきけんりつさせぼこうとうじょがっこう）は、明治期に長崎県佐世保市に設立された旧制の高等女学校。略称は「佐高女」（さこうじょ）。
長崎県立佐世保南高等学校と長崎県立佐世保北高等学校の前身の1つとなった学校である。

## 概要
歴史
長崎県立佐世保高等女学校は1912年（明治45年）に開校した。「県立」の高等女学校としては、長崎県立長崎高等女学校に次ぎ、2番目 の開校。1948年（昭和23年）4月学制改革により「長崎県立佐世保女子高等学校」となり、その半年後には佐世保市内普通科高等学校5校 の統合が決定し、翌年1949年（昭和24年）2月に長崎県立佐世保南高等学校と長崎県立佐世保北高等学校の2校が誕生し、長崎県立佐世保高等女学校・長崎県立佐世保女子高等学校 は閉校した。
校訓
「己を持する誠實、事に當たる眞劍、人に對する親切」（己を持する誠実、事に当たる真剣、人に対する親切）
校章・校旗
桜の花を校章としている。
校歌
作詞は長崎県立佐世保高等女学校、作曲は片山頴太郎による。3番まであり、歌詞に校名は登場しない。
同窓会
校章にちなみ、「さくら会」と称し、東京、関西、北九州、福岡、佐賀、長崎、大村、佐々、佐世保東部などに支部を置いていた。会員の高齢化と減少に伴い、2010年（平成22年）の創立100周年を期に解散した。

## 沿革
- 1911年（明治44年）
  - 9月12日 - 長崎県立佐世保高等女学校の設置が認可される。定員500名、10学級。
  - 9月27日 - 学校敷地が佐世保市三浦町（現在の佐世保市立白南風小学校付近）に決定し、校舎を着工。
- 1912年（明治45年）
  - 2月6日 - 初代校長に加納友市が任命。
  - 2月13日 - 佐世保高等女学校の仮事務所を長崎市の長崎県立長崎高等女学校内に設置。
  - 3月5日 - 長崎県令第10号により、修業年限を本科4ヶ年、補習科1ヶ年とする。
  - 3月7日 - 1学年定員150名、2学年定員100名の生徒を募集。
  - 3月29日 - 新校舎が完成し、事務所が長崎県立長崎高等女学校より移転。
  - 4月20日 - 「長崎県立佐世保高等女学校」が開校し、入学式・始業式を挙行。授業を開始。（創立記念日）

1年生が150名の3学級、2年生100名（うち転入生5名）で2学級、職員13名でのスタート。
- 1913年（大正2年）
  - 3月31日 - 講堂兼雨天体操場、理科教室、家事室、実習室等が完成。
  - 4月5日 - 白南風町3番地に寄宿舎を開設。
  - 11月14日 - 第1回保護者会を3日間に渡り、開催。
- 1915年（大正4年）12月 - 寄宿舎を汐見町62番地に移転。
- 1922年（大正11年）9月5日 - 第1グラウンドが完成。
- 1923年（大正12年）4月5日 - 定員を800名とする。研究科（修業年限1ヶ年）を設置。
- 1924年（大正13年）
  - 5月27日 - 校旗を制定。
  - 6月5日 - グランドピアノを購入。6月15日に弾初式を兼ねた音楽会を開催。
  - 12月6日 - 暴漢が乱入し、殺傷事件が発生。
- 1925年（大正14年）
  - 1月 - 殺傷事件の発生を受け、門衛所が完成し、門衛を配置。
  - 2月11日 - 第11回卒業生より、卒業記念として梵鐘が寄贈される。
  - 4月30日 - 木剣・長刀体操を開始。
- 1926年（大正15年）4月 - 学校看護婦を設置。
- 1928年（昭和3年）
  - 1月25日 - 新講堂が完成。落成記念として午後音楽会を開催。
  - 10月18日 - 昭和天皇・皇后御真影を奉戴。
- 1931年（昭和6年）
  - 10月15日 - 校歌を制定。
  - 10月30日 - 創立20周年を記念し、第2グラウンドが完成。
  - 12月17日 - 校門に掲示所を新設。
- 1935年（昭和10年）9月5日 - 研究科が復活。
- 1936年（昭和11年）
  - 6月 - ミシンを購入。
  - 9月10日 - 水浴場が完成。
  - 9月15日 - 学科教室制から学級教室制へと変更。
- 1937年（昭和12年）
  - 3月5日 - 鼓笛隊が結成される。弓道場が完成。
  - 11月24日 - 昼食後の全校生徒行進運動を開始。
- 1938年（昭和13年）
  - 7月7日 - 自彊奉仕団を結成。
  - 7月16日 - 平戸千里ヶ浜で水泳練習を行う。
  - 8月10日 - 多良岳轟滝で林間学校を実施。
  - 9月7日  運動服を襟に黒線の入ったものに改定。
- 1939年（昭和14年）
  - 2月10日 - 勤労奉仕作用を行う。
  - 6月4日 - 毎週月曜日の朝礼で校歌の斉唱が始まる。
- 1940年（昭和15年）
  - 3月7日 - 4年生が軍事講習を受講。
  - 10月3日 - 防空訓練演習を実施。
  - 12月16日 - 4年生のもんぺ着用が義務付けられる。
- 1941年（昭和16年）4月1日 - 長崎県告示205の5号をもって、1941年度（昭和16年度）より、本科の修業年限を5ヶ年（1年延長）、定員を1,500名、30学級とする。

太平洋戦争の混乱で、結果的に5年の修業年限はかなわなかった。
- 1942年（昭和17年）
  - 1月1日 - 3・4年生に頭髪をくくらせる。
  - 1月30日 - 拡声器を設置。
  - 2月9日 - 生徒の左胸に名票をつける。
  - 10月6日 - 玄関の梵鐘を鋼鉄回収に供出。
- 1943年（昭和18年）
  - 1月 - 6日間の寒稽古を実施。早朝、佐世保市内を行進するというもの。
  - 4月 - 敵性語として、英語の授業を中止、その代わりに珠算科を実施。体育に教練や手旗が加えられ、作業を強化。
  - 10月 - 防空防火訓練を実施。
- 1944年（昭和19年）
  - 4月 - 講堂階下に海軍工廠作業班の一部分室を設置。
  - 5月15日 - 4年生272名が学徒動員で佐世保海軍工廠へ動員される。
  - 7月 - 針尾に動員学徒対象の保養所を開設。
  - 8月 - 学校防空施設作業を実施。前庭と運動場に防空壕が作られる。
  - 9月28日 - 3年生も佐世保海軍工廠に学徒動員されるようになる。
- 1945年（昭和20年）
  - 4月9日 - 敵機が佐世保海軍工廠に爆弾を投下。動員生徒に被害はなかった。
  - 6月29日 - 佐世保大空襲により、校舎を焼失。しかし、講堂新館、作法室、割烹室、倉庫等は焼失をまぬがれる。
  - 9月 - 動員学徒が本校に復帰。日宇国民学校、中里国民学校、山祇幼稚園などの施設を使用し、分散授業を開始。
  - 10月20日 - 本校で二部授業を開始。
- 1946年（昭和21年）
  - 6月10日 - 校歌の一部を改定。
  - 12月12日 - 新校舎が完成し、二部授業が解消。
- 1947年（昭和22年）
  - 1月28日 - 生徒大会を開催し、さくら憲章を採決。
  - 3月18日 - 学制改革協議会設立準備委員会が開催される。
  - 4月8日
    - 学制改革による、6・3・3の新学制が実施。
    - 翌年の新制高等学校発足に備え、併設中学校（新制）を設置し、高等女学校2年[4]（新中学2年）・3年[5]（新中学3年）を収容。高等女学校1年の生徒募集を停止。4年生はそのまま高等女学校生として在籍。

  - 5月14日 - ニブロ米占領軍軍政部教育官による講演会を開催。
  - 10月17日 - 戦争で途絶えていた運動会（第31回）が復活。
  - 10月30日 - ララ物資の配分が開始。
  - 11月12日 - 戦争で中断していた4年生の修学旅行が復活。
- 1948年（昭和23年）
  - 3月19日 - 最後の高等女学校卒業式と併設中学校卒業式を挙行。
  - 4月 - 学制改革により、「長崎県立佐世保女子高等学校」（新制高等学校）が発足。高等女学校を解体。
    - 前月、高等女学校を卒業した生徒のうち希望者は高校2年生に、併設中学校を卒業した生徒のうち希望者は高校1年生となった。

  - 11月 - ニブロ米占領軍軍政部教育官の方針により、佐世保市内の普通科高等学校5校[2] を統合の上、小佐世保川を境[6] に男女共学の「長崎県立佐世保北高等学校」と「長崎県立佐世保南高等学校」を設置することが決定[7]。5校の併設中学校も、佐世保南・北の2校に統合される[8]

閉校後、跡地の活用、同窓会の活動
- 1949年（昭和24年）
  - 2月1日 - 「長崎県立佐世保南高等学校」と「長崎県立佐世保北高等学校」が正式に認可されて発足。旧・佐世保高等女学校校舎（白南風校舎）は長崎県立佐世保南高等学校に継承[9]。
- 1951年（昭和26年）4月 - 白南風校舎が長崎県立佐世保商科短期大学（長崎県立大学の前身、1957年（昭和32年）に統合で長崎県立短期大学商学部となる）に継承される。
- 1959年（昭和34年）6月26日 - さくらの会（同窓会）が九州時事新聞社呼びかけの皇太子成婚記念の桜植樹運動に協賛。西海橋手前右側・針尾・大浦地区に植樹された。
- 1967年（昭和42年）4月 - 長崎県立短期大学商学部が長崎県立国際経済大学（4年制大学）に昇格し、相浦にキャンパスを移転。
- 1968年（昭和43年）
  - 4月10日 - 西肥自動車が旧県立短期大学の跡地に佐世保スポーツランド開業事務局を設置。卓球室・ゴルフ練習場・プール等を次々オープン[10]。
  - 11月1日 - 佐世保スポーツランド内にアイススケート場がオープン[10]。
- 1969年（昭和44年）4月 - 跡地に元学校裏門柱と記念碑[11] を建立。
- 1975年（昭和50年）
  - 4月1日 - さくらの会（同窓会）が佐世保市に桜の苗木を寄贈。
  - 4月20日 - 佐世保市名切町の中央公園に寄贈記念碑が除幕。
- 1996年（平成8年）4月7日 - 佐世保スポーツランドがスケート場を閉鎖[12]。
- 2010年（平成22年）4月20日 - 創立百周年記念式典をアルカスSASEBOで開催。同窓会「さくらの会」を解散。

## 歴代校長
- 初代 - 加納友市　（1912年（明治45年）2月6日 - 1918年（大正7年）11月7日退職）
- 第2代 - 中木博智 （前・長崎県立五島中学校校長、1918年（大正7年）11月7日 - 1922年（大正11年）6月15日退職）
- 第3代 - 松下友一 （前・長崎県立図書館司、1922年（大正11年）6月15日 - 1925年（大正14年）11月30日 長崎県立壱岐中学校校長へ転出）
- 第4代 - 牧秀賢 （前・長崎県立大村高等女学校校長、1925年（大正14年）11月30日 - 1928年（昭和3年）9月10日 長崎県立島原中学校校長へ転出）
- 第5代 - 上岡彌太郎 （前・長崎県立島原高等女学校校長、1928年（昭和3年）9月10日 - 1933年（昭和8年）8月31日 長崎県立五島中学校校長へ転出）
- 第6代 - 藤陵繁雄 （前・長崎県立五島高等女学校校長、1933年（昭和8年）8月31日 - 1936年（昭和11年）3月31日 長崎県立対馬中学校校長へ転出）
- 第7代 - 梅田広治 （前・長崎県立諫早高等女学校校長、1936年（昭和11年）3月31日 - 1939年（昭和14年）4月18日 長崎県立長崎高等女学校校長へ転出）
- 第8代 - 苅込頼泉 （前・長崎県立島原高等女学校校長、1939年（昭和14年）4月18日 - 1942年（昭和17年）3月31日 退職）
- 第9代 - 高野乙助 （前・長崎県立島原高等女学校校長、1942年（昭和17年）3月31日 - 1943年（昭和18年）3月31日 長崎県立佐世保中学校校長へ転出）
- 第10代 - 河野正直 （新任、1943年（昭和18年）3月31日 - 1944年（昭和19年）3月31日転出）
- 第11代 - 吉田栄一郎 （新任、1944年（昭和19年）3月31日 - 1946年（昭和21年）3月31日転出）
- 第12代（最終）- 栄岩弘 （新任、1946年（昭和21年）3月31日 - 1948年（昭和23年）3月31日）
栄岩弘は、1948年（昭和23年）4月1日 - 1949年（昭和24年）1月31日までの間、長崎県立佐世保女子高等学校の最初で最後の校長となった。

## 生徒会活動・部活動
- 排球部
- 庭球部
- 卓球部
- 籠球部
- 陸上部